# العلاقات الكازاخستانية الموريشيوسية
العلاقات الكازاخستانية الموريشيوسية هي العلاقات الثنائية التي تجمع بين كازاخستان وموريشيوس.

## مقارنة بين البلدين
هذه مقارنة عامة ومرجعية للدولتين:
| وجه المقارنة                                              | كازاخستان                      | موريشيوس                 |
| --------------------------------------------------------- | ------------------------------ | ------------------------ |
| المساحة (كم2)                                             | 2.72 مليون                     | 2.04 ألف                 |
| عدد السكان (نسمة)                                         | 17.95 مليون                    | 1.26 مليون               |
| الكثافة السكانية (ن./كم²)                                 | 6.6                            | 617.65                   |
| العاصمة                                                   | نور سلطان                      | بورت لويس                |
| اللغة الرسمية                                             | اللغة القازاقية، اللغة الروسية | لغة إنجليزية، لغة فرنسية |
| العملة                                                    | تينغ كازاخستاني                | روبي موريشي              |
| الناتج المحلي الإجمالي (بليون دولار)                      | 159.41 مليار                   | 13.34 مليار              |
| الناتج المحلي الإجمالي (تعادل القوة الشرائية) بليون دولار | 439.39 مليار                   | 25.36 مليار              |
| الناتج المحلي الإجمالي الاسمي للفرد دولار أمريكي          | 10.51 ألف                      | 9.25 ألف                 |
| الناتج المحلي الإجمالي للفرد دولار أمريكي                 | 24.23 ألف                      | 18.59 ألف                |
| مؤشر التنمية البشرية                                      | 0.788                          | 0.777                    |
| رمز المكالمات الدولي                                      | +7                             | +230                     |
| رمز الإنترنت                                              | .kz، .қаз ‏                     | .mu                      |
| المنطقة الزمنية                                           | ت ع م+05:00، ت ع م+06:00       | ت ع م+04:00              |

## منظمات دولية مشتركة
يشترك البلدان في عضوية مجموعة من المنظمات الدولية، منها:
| علم المنظمة | اسم المنظمة                               | تاريخ انضمام كازاخستان | تاريخ انضمام موريشيوس |
| ----------- | ----------------------------------------- | ---------------------- | --------------------- |
|             | الاتحاد البريدي العالمي                   | ?                      | ?                     |
|             | يونسكو                                    | 22 مايو 1992           | 25 أكتوبر 1968        |
|             | البنك الدولي للإنشاء والتعمير             | 23 يوليو 1992          | 23 سبتمبر 1968        |
|             | وكالة ضمان الاستثمار متعدد الأطراف        | 12 أغسطس 1993          | 28 ديسمبر 1990        |
|             | الاتحاد الدولي للاتصالات                  | 23 فبراير 1993         | 30 أغسطس 1969         |
|             | منظمة الشرطة الجنائية الدولية             | ?                      | ?                     |
|             | مؤسسة التمويل الدولية                     | 30 سبتمبر 1993         | 23 سبتمبر 1968        |
|             | الأمم المتحدة                             | 2 مارس 1992            | 24 أبريل 1968         |
|             | مؤسسة التنمية الدولية                     | 23 يوليو 1992          | 23 سبتمبر 1968        |
|             | الفريق المعني برصد الأرض                  | ?                      | ?                     |
|             | منظمة حظر الأسلحة الكيميائية              | ?                      | ?                     |
|             | المركز الدولي لتسوية المنازعات الاستشارية | 21 أكتوبر 2000         | 2 يوليو 1969          |

## وصلات خارجية
- موقع وزارة الخارجية الكازاخستانية